# Нојс
Нојс (дијалекатски Nüss) град је у њемачкој савезној држави Северна Рајна-Вестфалија. Једно је од 8 општинских средишта округа Рајн Нојс. Према процјени из 2010. у граду је живјело 151.254 становника. Посједује регионалну шифру (AGS) 5162024, NUTS (DEA1D) и LOCODE (DE NSS) код. Смештен је на левој обали Рајне преко пута Диселдорфа.
Град је настао у римско доба под именом Новесијум (Novaesium). Заједно са Аугзбургом и Триром спада у један од три најстарија града у Немачкој. Био је значајан у средњем веку, али су пожар 1586. (уништио две трећине града) и ратови Луја XIV потпуно угасили привреду у граду. Град се опоравио тек у 19. веку.

## Географија
Нојс се налази у савезној држави Северна Рајна-Вестфалија у округу Рајн Нојс. Град се налази на надморској висини од 30 - 68 метара. Површина општине износи 99,5 km².

## Становништво
У самом граду је, према процјени из 2010. године, живјело 151.254 становника. Просјечна густина становништва износи 1.520 становника/km².

## Међународна сарадња
| Мјесто          | Држава      | Врста сарадње | Од    |
| --------------- | ----------- | ------------- | ----- |
| Псков           | Русија      | партнерство   | 1990. |
| Ријека          | Хрватска    | партнерство   | 1990. |
| Сент Пол        | САД         | партнерство   | 1999. |
| Шалон ан Шампањ | Француска   | партнерство   | 1972. |
| Болу            | Турска      | пријатељство  | 2007. |
| Невшехир        | Турска      | партнерство   | 2007. |
| Вуси            | Кина        | пријатељство  | 2000. |
|                 | Португалија | пријатељство  | 1996. |
| Миколов         | Пољска      | партнерство   | 1994. |
| Извор           |             |               |       |